# Haruomi Hosono

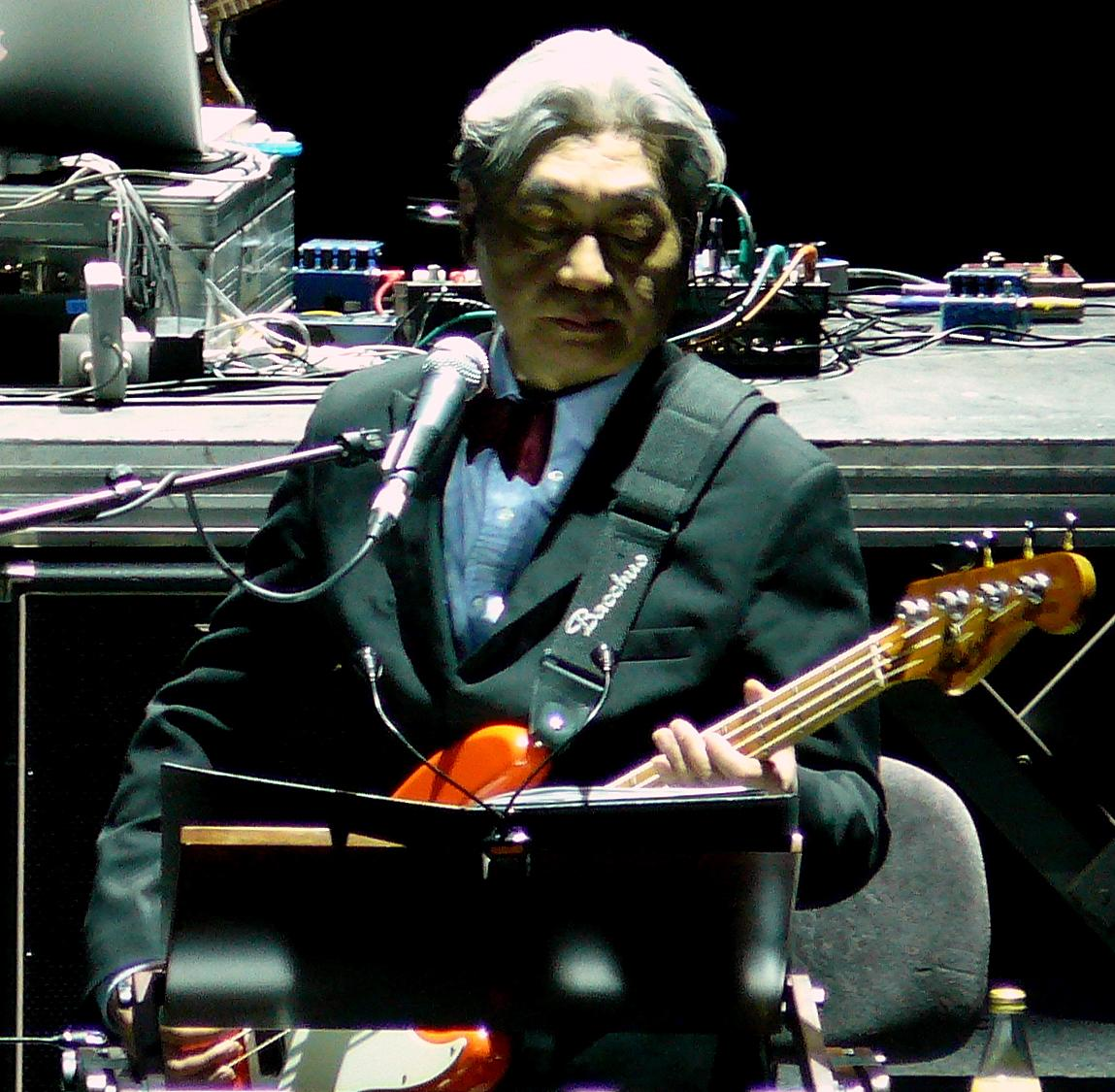
Haruomi Hosono (2008)

Haruomi „Harry“ Hosono (jap. 細野 晴臣 Hosono Haruomi; * 9. Juli 1947 in Tokio) ist ein japanischer Musiker, Musikproduzent, Filmkomponist und Schauspieler. International bekannt wurde er als Bandmitglied des Yellow Magic Orchestra.

## Leben
Seine Karriere begann als Bassgitarrist der psychedelischen Rockband Apryl Fool, die 1969 das Album The Apryl Fool veröffentlichte. Mitglieder dieser Band (einschließlich Hosono) formierten sich später zu der einflussreichen Folk-Rock Gruppe Happy End.
1978 gründete Hosono zusammen mit Yukihiro Takahashi und Ryuichi Sakamoto das Yellow Magic Orchestra (YMO). Nachdem sich die Band 1984 aufgelöst hatte, veröffentlichte Hosono diverse Solo-Alben und Kollaborationen mit anderen Musikern. Daneben produzierte er Alben von Künstlern wie Pizzicato Five, Sandii & The Sunsetz, Miharu Koshi oder World Standard, schrieb Filmsoundtracks und trat gelegentlich als Schauspieler auf.

## Diskografie (Auswahl)

### Alben
- 1975: Haruomi Hosono – Tropical Dandy (Panam, Nippon Crown)
- 1976: Haruomi Hosono – Bon Voyage Co. (Panam)
- 1978: Haruomi Hosono, Shigeru Suzuki & Tatsuro Yamashita – Pacific (CBS/Sony)
- 1978: Haruomi Hosono / Tadanori Yokoo – Cochin Moon (King Records)
- 1978: Harry Hosono and The Yellow Magic Band – Paraiso (Alfa Records)
- 1979: Haruomi Hosono – Hosono House (Bellwood Records, King Record)
- 1979: Haruomi Hosono, Takahiko Ishikawa, Masataka Matsutoya – The Aegean Sea (CBS/Sony)
- 1982: Haruomi Hosono – Philharmony (Yen Records)
- 1984: Haruomi Hosono – Video Game Music (Yen Records)
- 1984: Haruomi Hosono / Friends Of Earth – S-F-X (Non-Standard, Teichiku Records)
- 1985: Haruomi Hosono – Coincidental Music (Monad Records, Teichiku Records)
- 1985: Haruomi Hosono – Mercuric Dance (Monad Records)
- 1985: Haruomi Hosono – Nokto De La Galaksia Fervojo (Non-Standard)
- 1985: Haruomi Hosono – Paradise View (Nonad Records)
- 1986: Haruomi Hosono – The Endless Talking (Monad Records)
- 1987: Haruomi Hosono – The Tale Of Genji (Epic/Sony)
- 1989: Haruomi Hosono – Omni Sight Seeing (Epic/Sony)
- 1993: Haruomi Hosono – Mental Sports Mixes (TriStar Music)
- 1993: Haruomi Hosono – Medicine Compilation - From The Quiet Lodge (Epic, TriStar Music)
- 1995: Haruomi Hosono – N. D. E. (Mercury)
- 1995: Haruomi Hosono – Naga (Music For Monsoon) (FOA Records)
- 1995: Haruomi Hosono – Good Sport (Haruomi Hosono)
- 1996: Haruomi Hosono & Bill Laswell – Interpieces Organization (Teichiku Entertainment)
- 2005: Haruomi Hosono – La Maison De Himiko (Warner Music Japan)
- 2007: Haruomi Hosono – Flying Saucer 1947 (Victor Entertainment Japan)

## Filmografie (Auswahl)

### Soundtrack-Komponist
- 1985: Blick aufs Paradies (Paradaisu byû)
- 1985: Night on the Galactic Railroad (銀河鉄道の夜 Ginga Tetsudō no Yoru)
- 2005: Mezon do Himiko
- 2018: Shoplifters

### Darsteller
- 1983: Izakaya Chôji
- 1986: Jazz Daimyo
- 1987: Binetsu shonen
- 2008: Za shôto fuirumuzu: Minna, hajime wa kodomo datta
- 2010: Naokos Lächeln (Noruwei no Mori)